# Alive in Athens
Alive In Athens is een driedelig live-album van Iced Earth. Het verscheen in een blauwe hoes met daarin 3 digi-pack cd's Het geldt als een van de beste live-uitgaven ooit.

## Nummers

### cd 1
- Burning Times
- Vengeance Is Mine
- Pure Evil
- My Own Savior
- Melancholy (Holy Martyr)
- Dante's Inferno
- The Hunter
- Travel In Stygian
- Slave To The Dark
- A Question Of Heaven

### cd 2
- Dark Saga
- Last Laugh
- Last December
- Watching Over Me
- Angels Holocaust
- Stormrider
- Path I Choose
- I Died For You
- Prophecy
- Birth Of The Wicked
- The Coming Curse
- Iced Earth

### cd 3
- Stand Alone
- Cast In Stone
- Desert Rain
- Brainwashed
- Disciples Of The Lie
- When The Night Falls
- Diary
- Blessed Are You
- Violate

## Bezetting
- Jon Shaffer - Ritmegitaar, zang
- Matthew Barlow - Zang
- James MacDonough - Bass
- Larry Tarnowski - Leadgitaar
- Rick Risberg - Keyboard
- Brent Smedley - Drums